# 야체크 크지누베크
야체크 크지누베크(폴란드어: Jacek Kamil Krzynówek, 1976년 5월 15일 ~ )는 폴란드의 은퇴한 축구 선수이자, 포지션은 윙어였다.

## 수상
- 2002년 FIFA 월드컵 맨 오브 더 매치 (vs 미국)
- 폴란드 올해의 선수상 : 2003, 2004